# Sky Tower (Slagharen)
Sky Tower is een uitkijktoren in Attractiepark Slagharen.
De attractie bestaat uit een grote mast waarrond een cirkelvormige cabine eerst langzaam omhoog en daarna omlaag gaat. Tijdens deze beweging draait de cabine traag rond om zo een overzicht over het park te bieden.
De attractie heeft een horizontale snelheid van gemiddeld 0,38 m/s. De verticale snelheid bedraagt gemiddeld 0,61 m/s.
Sky Tower kwam in 1999 naar Slagharen. Daarvoor draaide deze als Eye In The Sky in het Engelse Pleasurewood Hills. Bij de bouw is gebruik gemaakt van de onderdelen van de attractie Zeppelin die al sinds 1975 in het park stond. Tegenover de Sky Tower staat opvallend genoeg ook het reuzenrad Big Wheel.
Tijdelijk buiten dienst
Tijdens seizoen 2018 was de Sky Tower tijdelijk buiten dienst vanwege onderhoud. De oude mast werd vervangen door een nieuwe mast, in wild west stijl.
De Sky Tower werd, tegelijk met de start van het 56e seizoen van het park, heropend.
Afbeeldingen · Main Street